# Нантунг
Нантунг (南通) град је Кини у покрајини Ђангсу. Према процени из 2009. у граду је живело 667.257 становника.

## Становништво
Према процени, у граду је 2009. живело 667.257 становника.
| 1990.   | 2000.   | 2009    |
| ------- | ------- | ------- |
| 472.829 | 647.344 | 667.257 |